# Коберидзе, Ермолай Григорьевич
Ермолай Григорьевич Коберидзе (15 апреля 1904 — 12 июля 1974) — советский военачальник, генерал-майор (20.12.1943), Герой Советского Союза (6.04.1945).

## Биография
Родился 15 апреля 1904 года в селе Цхмори, ныне Онского муниципалитета Грузии, в семье крестьянина. Грузин. Ещё ребёнком попал в Осетию. В Моздоке учился и окончил начальную школу. Затем работал разнорабочим.
В Красной Армии с мая 1922 года. Направлен на учёбу на 49-е Грозненские пехотные командные курсы. В сентябре они были расформированы и курсант Коберидзе был переведён на 12-е Владикавказские пехотные командные курсы. Оттуда в сентябре 1923 года его перевели для продолжения учёбу в Москву и там он в 1926 году окончил 1-ю объединённую военную школу имени ВЦИК в Московском кремле. Член ВКП(б) с 1926 года.
С сентября 1926 года служил в 1-м стрелковом полку Кавказской Краснознамённой армии (Батуми): командир пулемётного взвода, с декабря 1926 адъютант, с марта 1927 командир взвода полковой школы, затем командир взвода одногодичников, командир роты, помощник начальника штаба полка. В 1929 году окончил курсы усовершенствования при школе военных автотехников в Москве и оставлен на этих курсах в должности курсового командира.
В марте 1932 года был переведён в войска ОГПУ, в которых прошли последующие 10 лет его службы. Сначала был назначен руководителем мотомеханизированного дела в 3-й пограничной школе ОГПУ (Москва), в мае 1932 переведён инспектором в Главное управление пограничных и внутренних войск ОГПУ СССР. С мая 1933 года служил командиром бронетанкового дивизиона в 13-м мотострелковом полку НКВД (Алма-Ата), с сентября 1935 — помощником командира по технической части этого полка, а в декабре 1938 года переведён на ту же должность в 5-й мотострелковый полк НКВД СССР (Ростов-на-Дону). На этом посту участвовал в походе РККА в Западную Белоруссию в сентябре 1939 года, после завершения которого назначен помощником командира по технической части 1-го мотострелкового полка НКВД (Белосток). В 1940 году окончил Курсы усовершенствования командного состава автобронетанковых войск (Казань). С июня 1940 года служил помощником командира по технической части в 1-м отдельном мотострелковом полку Главного управления пограничных войск НКВД СССР, в феврале 1941 года полк был передан в состав Оперативных войск НКВД. Полк базировался в Каунасе. С 1 июня 1941 года полк участвовал в чекистской операции по «изъятию контрреволюционного и антисоветского элемента» на территории Литвы.
Капитан Коберидзе Е. Г. — участник Великой Отечественной войны с июня 1941 года. С 23 июня 1-й мотострелковый полк проводил операцию по эвакуации Правительства Литвы и органов НКВД Литовской ССР. В пути следования колонн по территории Литвы в условиях восстания литовских националистов полком отбито 5 нападений литовских националистов на колонны, а 25 июня частью сил полк вступил в бой с передовыми частями немецкой армии в районе Утена и задержал их, обеспечив безопасный отход прикрываемых сил. После выполнения задания полк был передан в состав войск по охране тыла 22-й армии и вёл оборонительные бои в районе Полоцк — Торопец. В конце августа полк включен в состав Отдельной мотострелковой бригады НКВД 29-й армии. Участвовал в Калининской оборонительной операции. В декабре 1941 года майор Коберидзе Г.Е. назначен командиром 909-го стрелкового полка 247-й стрелковой дивизии 31-й армии, тогда же ему присвоено звание подполковника. Теперь он участвовал уже в Калининской наступательной операции. В боях за город Калинин 15 декабря был тяжело ранен. За мужество и отвагу, умелое руководство полком был удостоен ордена Красного Знамени, ставшего его первой боевой наградой. После выхода из госпиталя в феврале 1942 года Коберидзе назначен командиром 164-го стрелкового полка 33-й стрелковой дивизии 3-й ударной армии, а в марте ему присвоено звание полковника. Участвовал в безуспешных попытках советских войск уничтожить немецкой гарнизон в городе Холм.
С 5 апреля 1942 года Коберидзе Г. Е. — командир 117-й стрелковой дивизии на Калининском фронте, которой командовал до Победы. Весь 1942 год дивизия вела ожесточенные бои с противником и держала оборону у города Холм, а весной 1943 года участвовала в второй Ржевско-Вяземской наступательной операции. В апреле 1943 года дивизию передали на Северо-Западный фронт, в октябре в составе 4-й ударной армии она участвовала в Невельской наступательной операции. Был вторично тяжело ранен в бою 21 октября 1943 года, вернулся к командованию дивизией в конце ноября. На 1-м Прибалтийском фронте участвовал в Городокской и Витебской наступательных операциях, в которых дивизия взламывала оборону противника у города Невель (Псковская область). В апреле вошла в состав 69-й армии 1-го Белорусского фронта.
Командир 117-й стрелковой дивизии (91-й стрелковый корпус, 69-я армия, 1-й Белорусский фронт) генерал-майор Е. Г. Коберидзе особенно отличился в Белорусской стратегической наступательной операции в июле 1944 года. 27 июля 1944 года командир дивизии генерал-майор Коберидзе с передовым отрядом дивизии вышел на восточный берег реки Висла у города Казимеж-Дольны (Польша) и организовал её форсирование с ходу. В ночь на 28 июля под шквальным огнём противника бойцы дивизии переправились на западный берег и захватили там плацдарм до 500 метров по фронту и 300 метров в глубину. Вслед за передовым отрядом вся дивизия, ведя тяжёлые бои, в течение двух дней полностью переправилась на западный берег реки, в ходе боёв по расширению плацдарма к исходу 31 июля его размеры составили уже 2 километра по фронту и 1 километр в глубину. Генерал Коберидзе организовал захват ключевых пунктов — двух господствующих высот и превращенной в узел обороны деревни. Опираясь на эти пункты, дивизия в последующие дни уверенно отбивала многочисленные немецкие контратаки, нанося врагу большие потери. Более того, в августе Коберидзе организовал 4 частные наступательные операции, в ходе которых плацдарм был существенно расширен. В этих безуспешных для немецких войск боях они понесли большие потери. Уничтожено солдат и офицеров – 2300 (в том числе штаб полка), артиллерийских орудий 75-миллиметровых – 6, самоходных орудий – 1, пулемётов – 101, противотанковых орудий – 3, зенитных орудий – 4, складов с боеприпасами – 2, блиндажей –  14. Захвачено пленных – 124, орудий 75-миллиметровых в исправном состоянии – 8, пулемётов – 38, миномётов – 8, зенитных орудий – 8, сотни стволов стрелкового вооружения и иные трофеи.
За образцовое выполнение боевых заданий Командования на фронте борьбы с немецкими захватчиками и проявленные при этом отвагу и геройство, Указом Президиума Верховного Совета СССР от 6 апреля 1945 года генерал-майору Ермолаю Григорьевичу Коберидзе присвоено звание Героя Советского Союза с вручением ордена Ленина и медали «Золотая Звезда».
Затем генерал Коберидзе командовал дивизией в ходе Висло-Одерской операции (в том числе при штурме города-крепости Познань) и в Берлинской наступательной операции. За время его командования дивизия была удостоена целого ряда высоких наград: 5 апреля 1945 года дивизии присвоено почётное наименование «Познанская», она была награждена орденами Красного Знамени (19 февраля 1945 г.) и Суворова 2-й степени.
После Победы, в августе 1945 года, дивизия была расформирована, а Е. Г. Коберидзе назначен заместителем командира 125-го стрелкового корпуса. В январе 1946 года направлен учиться и в 1948 году окончил Высшую военную академию имени К. Е. Ворошилова. С апреля 1948 года — командир 10-й гвардейской механизированной дивизии в 13-й армии Прикарпатского военного округа (штаб дивизии — Ровно), с декабря 1950 — командир 7-й гвардейской механизированной дивизии в Группе советских оккупационных войск в Германии. С весны 1954 года служил начальником военной кафедры Кутаисского сельскохозяйственного института, с ноября 1959 — начальником военной кафедры Тбилисского государственного университета. С мая 1961 года генерал-майор Е. Г. Коберидзе в запасе.
Жил в Тбилиси. Преподавал в вузе. Умер 12 июля 1974 года. Похоронен на Сабурталинском кладбище в Тбилиси.

## Награды
- Герой Советского Союза (6 апреля 1945 года)
- Два ордена Ленина (6.04.1945, 6.11.1947)
- Пять орденов Красного Знамени (8.04.1942, 13.02.1944, 2.09.1944, 3.11.1944, 20.04.1953)
- Орден Суворова 2-й степени (29.05.1945)
- Медали СССР

Награды Польши
- Орден «Крест Грюнвальда» 3-й степени
- Медаль «За Одру, Нису и Балтику»
- Медаль «За Варшаву 1939—1945»

## См.также
- Список Героев Советского Союза (Северная Осетия).